# 비호외전 (2014년 영화)
《비호외전》(非狐外传, The Extreme Fox)은 홍콩에서 제작된 전승위 감독의 2014년 판타지, 액션, 코미디 영화이다. 방력신 등이 주연으로 출연하였다. 중국-홍콩 공동제작 영화로서 2014년 3월 14일 개봉되었다.

## 출연
출연자는 다음과 같다.

### 주연
- 방력신
- 주수나
- 담리나
- 임설

## 평가
이 영화는 중국 박스오피스에서 6,093,000 위안의 수익을 올렸다.